# ديفيد روبرتسون (موسيقي)
ديفيد روبرتسون (بالإنجليزية: David Robertson)‏ هو موزع وموسيقي أمريكي، ولد في 19 يوليو 1958 في سانتا مونيكا في الولايات المتحدة.

## وصلات خارجية
- ديفيد روبرتسون على موقع ميوزك برينز (الإنجليزية)
- ديفيد روبرتسون على موقع أول ميوزيك (الإنجليزية)
- ديفيد روبرتسون على موقع ديسكوغز (الإنجليزية)